# Torneio de Roland Garros de 1997
O Torneio de Roland Garros de 1997 foi um torneio de tênis disputado nas quadras de saibro do Stade Roland Garros, em Paris, na França, entre 26 de maio e 8 de junho. Corresponde à 30ª edição da era aberta e à 96ª de todos os tempos.

## Finais

### Profissional
| Categoria | Evento    | Campeã(s)(o/ões)                | Vice-campeã(s)(o/ões)           | Resultado       | Chave(s)  | Chave(s)       |
| --------- | --------- | ------------------------------- | ------------------------------- | --------------- | --------- | -------------- |
| Simples   | Masculino | Gustavo Kuerten                 | Sergi Bruguera                  | 6–3, 6–4, 6–2   | principal | qualificatório |
| Simples   | Feminino  | Iva Majoli                      | Martina Hingis                  | 6–4, 6–2        | principal | qualificatório |
| Duplas    | Masculino | Yevgeny Kafelnikov Daniel Vacek | Todd Woodbridge Mark Woodforde  | 7–612, 4–6, 6–3 | principal | principal      |
| Duplas    | Feminino  | Gigi Fernández Natasha Zvereva  | Mary Joe Fernández Lisa Raymond | 6–2, 6–3        | principal | principal      |
| Duplas    | Misto     | Rika Hiraki Mahesh Bhupathi     | Lisa Raymond Patrick Galbraith  | 6–4, 6–1        | principal | principal      |

### Juvenil
| Categoria | Evento    | Campeã(s)(o/ões)           | Vice-campeã(s)(o/ões)                | Resultado     | Chave(s)  | Chave(s)       |
| --------- | --------- | -------------------------- | ------------------------------------ | ------------- | --------- | -------------- |
| Simples   | Masculino | Daniel Elsner              | Luis Horna                           | 6–4, 6–4      | principal | qualificatório |
| Simples   | Feminino  | Justine Henin              | Cara Black                           | 4–6, 6–4, 6–4 | principal | qualificatório |
| Duplas    | Masculino | José de Armas Luis Horna   | Arnaud Di Pasquale Julien Jeanpierre | 6–4, 2–6, 7–5 | principal | principal      |
| Duplas    | Feminino  | Cara Black Irina Selyutina | Maja Matevžič Katarina Srebotnik     | 6–0, 5–7, 7–5 | principal | principal      |